# Carmen Pena
Carmen Pena López (Salamanca, 1947) es una historiadora de arte española. Catedrática universitaria, ha dedicado su actividad a la investigación, el comisariado de exposiciones y la crítica de arte. Es especialista en la pintura española de paisaje contemporánea y en la cultura paisajística de los siglos xix y xx.

## Biografía
Nacida en Salamanca en 1947, con 16 años de edad su familia se trasladó a Galicia donde cursó la carrera de Filosofía y Letras en la Universidad de Santiago de Compostela. Obtuvo luego la licenciatura en la especialidad de Historia del Arte de la Universidad Complutense de Madrid (UCM). En esta capital española comenzó a desarrollar de forma progresiva tareas de historiadora del arte, ensayista, investigadora y comisaria de arte. Entre 1987 y 1991 ejerció la crítica de arte en el diario El Independiente y su suplemento semanal. También colaboró en la revista Mirador durante su etapa de docencia en la Universidad Complutense de Madrid (1971 a 2008) en el departamento de la Facultad de Geografía e Historia y en la Facultad de Bellas Artes; en este ámbito impartió la cátedra de Teoría e Historia del Arte Contemporáneo de 1992 a 2008, especializándose en el área de investigación del "fin de siglo XIX español", y en concreto de "la pintura de paisaje y la cultura paisajística española y su imaginario".
Ha participado e impartido charlas y conferencias en diversas universidades, y ha dirigido secciones de su especialidad en los Cursos de Verano de la Universidad Internacional Menéndez Pelayo y en las jornadas organizadas en El Escorial por la Universidad Complutense en 1996 (Centro y periferia en el arte Contemporáneo), 1997 (Paisaje y modernidad) y 2013 (Conflicto e identidad en el arte español).
Además de su obra personal en monografías, catálogos y artículos, ha colaborado con otros autores, por ejemplo en los estudios sobre la Escuela de Vallecas. Como investigadora ha trabajado en temas específicos como la identidad territorial del arte contemporáneo y sus marcas diferenciales, la génesis del arte español contemporáneo, el fin de siglo XIX, y sobre todo en el estudio de la pintura de paisaje y su papel como símbolo de la moderna identidad icónica de España, iniciada por el regeneracionismo y su recuperación del simbolismo de la Meseta Central y de Castilla en la identidad nacional, todo ello encajado en la nueva estética paisajística europea entre el realismo y el decadentismo, que fueron tema de su tesis doctoral y de su primer ensayo de investigación, recogido luego en el libro Pintura de paisaje e ideología. La Generación del 98.
En otro campo de estudio ha publicado diversos textos sobre el arte gallego, su historia, sus vanguardias y pos-vanguardias, y la indosincrasia de su cultura visual.

## Publicaciones
Cuenta, entre otros, con los siguientes trabajos:
- Catálogo "Sorolla - Tierra Adentro" .[11] ISBN 9788480035347. Museo Sorolla de Madrid. Aldeasa, editorial Palacios y Museos. 2016.
- "Territorios sentimentales. Arte e Identidad". ISBN 9788499402727 Editorial Biblioteca Nueva, Madrid, 2012.
- "El arte reproducido".  ISBN 978-84-691-2042 Fotografías de la Colección Lafuente Ferrari. Coautora con Concha Casajús y Sofía Diéguez. Editorial Zona Impresa. Madrid, 2008.
- "A Arte". ISBN 8471549883. Editorial Galaxia, Vigo, tapa dura, 1995.
- "A Arte" ISBN 9788471547616. Editorial Galaxia, Vigo, tapa blanda, 1992.
- "Arte de fin de siglo".   ISBN 84-89231-57-5 Coautora con Simón Marchán Fiz, María Victoria Carballo Calero Ramos. Fundación Caixa Galicia, 1998.
- "Pintura de paisaje e ideología. La generación del 98".  ISBN 84-306-1221-1 Taurus Editorial, 1983.  2ª ed. 1998.

## Comisariado de arte
- Exposición pedagógica "Impresionismo Francés", organizada por el Servicio de Actividades Culturales del Rectorado de la Universidad Complutense de Madrid en 1979.
- Colaboración en la Exposición, Aureliano de Beruete para Caixa de Pensiones, Madrid en 1983.
- Exposición "Centro y periferia en la modernización de la pintura española (1876-1918)", Ministerio de Cultura, 1993.
- Exposición "De Goya a Barceló. Paisajes de la Colección Argentaria".[12] junto a Delfín Rodríguez.
- Asesora histórica y artística de la exposición "Las culturas del trabajo" para el Comité francés de Forbach en Francia, y el Centro de Cultura Contemporánea de Barcelona, en 2000.
- Comisaria de la Exposición "Sorolla - Tierra Adentro" en el Museo Sorolla) de Madrid, 2016.